# رارا
رارا (بالفارسية: رارا) هي قرية تقع في قسم غركن الشمالي الريفي (مقاطعة فلاورجان) في إيران. يقدر عدد سكانها بـ 1,595 نسمة .